# 広田民部
広田 民部（ひろた みんぶ、生没年不詳）は、因幡尼子氏の麾下。

## 生涯
天文13年（1544年）頃、尼子晴久が山陰平定の為、山中鹿之介幸盛に鴉ヶ城（現：鳥取県八頭郡智頭町）を築城させ、広田民部良膳を守将に置いた。
天生9年（1581年）、豊臣秀吉に攻略され、良膳は秀吉と戦を終結して和解の協定を結び、後に智頭の農民になったと伝えられている。